# بدیعه مصابنی
بدیعه مصابنی (به عربی: بدیعة مصابنی؛ ۱۸۹۲ – ۱۹۷۴) با نام اصلی ودیعه مصابنی (به عربی: ودیعة مصابنی)؛ رقصنده، و هنرپیشه اهل مصر بود.